# 6266 Letzel
6266 Letzel eller 1986 TB3 är en asteroid i huvudbältet som upptäcktes den 4 oktober 1986 av den tjeckiske astronomen Antonín Mrkos vid Kleť-observatoriet i Tjeckien. Den är uppkallad efter den tjeckiska arkitekten Jan Letzel.
Asteroiden har en diameter på ungefär 5 kilometer och den tillhör asteroidgruppen Levin.